# Olympische Sommerspiele 1908/Rudern – Achter
Der Ruder-Achter der Männer bei den Olympischen Sommerspielen 1908 wurde vom 29. und 31. Juli auf der Themse ausgetragen.
Es hatten sich zwar acht Mannschaften angemeldet, doch zum Start der Vorläufe erschienen nur sechs, da die Italiener ihre zwei Boote zurückgezogen hatten. Der Achter des Royal Club Nautique de Gand war das einzige ausländische, das bei diesen Ruderwettbewerben das Finale erreichte. Im Finale setzte sich aber der Leander Club aus Henley-on-Thames durch.

## Ergebnisse

### Viertelfinale

#### Viertelfinale 1
| Rang | Nation   | Verein                       | Athleten | Zeit       | Anmerkung |
| ---- | -------- | ---------------------------- | --- | ---------- | --------- |
| 1    | Kanada   | Argonaut Rowing Club Toronto | Irvine Robertson George Wright Julius Thomson Walter Lewis Gordon Balfour Becher Gale Charles Riddy Geoffrey Taylor Douglas Kertland | 8:06.0 min | Q         |
| 2    | Norwegen | Norges Roforbund             | Otto Krogh Erik Bye Ambrosius Høyer Gustav Hæhre Emil Irgens Hannibal Fegth Wilhelm Hansen Andreas Knudsen Ejnar Tønsager            | 8:16,7 min |           |

#### Viertelfinale 2
| Rang | Nation         | Verein                 | Athleten | Zeit       | Anmerkung |
| ---- | -------------- | ---------------------- | --- | ---------- | --------- |
| 1    | Großbritannien | Leander Club           | Albert Gladstone Frederick Kelly Banner Johnstone Guy Nickalls Charles Burnell Ronald Sanderson Raymond Etherington-Smith Henry Bucknall Gilchrist Maclagan (Steuermann) | 8:10,0 min | Q         |
| 2    | Ungarn         | Pannónia Evezős Egylet | Sándor Kleckner Lajos Haraszthy Antal Szebeny Róbert Éder Sándor Hautzinger Jenő Várady Imre Wampetich Ferenc Kirchknopf Kálmán Vaskó (Steuermann)                       | 8:15,7 min |           |

### Halbfinale

#### Halbfinale 1
| Rang   | Nation         | Verein                       | Athleten | Zeit       | Anmerkung |
| ------ | -------------- | ---------------------------- | --- | ---------- | --------- |
| 1      | Großbritannien | Leander Club                 | Albert Gladstone Frederick Kelly Banner Johnstone Guy Nickalls Charles Burnell Ronald Sanderson Raymond Etherington-Smith Henry Bucknall Gilchrist Maclagan (Steuermann) | 8:12,0 min | Q         |
| Bronze | Kanada         | Argonaut Rowing Club Toronto | Irvine Robertson George Wright Julius Thomson Walter Lewis Gordon Balfour Becher Gale Charles Riddy Geoffrey Taylor Douglas Kertland (Steuermann)                        | 8:14,9 min |           |

#### Halbfinale 2
| Rang   | Nation         | Verein                               | Athleten | Zeit       | Anmerkung |
| ------ | -------------- | ------------------------------------ | --- | ---------- | --------- |
| 1      | Belgien        | Koninklijke Roeivereniging Club Gent | Oscar Taelman Marcel Morimont Rémy Orban Polydore Veirman Georges Mys François Vergucht Oscar de Somville Rodolphe Poma Alfred van Landeghem (Steuermann) | 8:22,0 min | Q         |
| Bronze | Großbritannien | Universität Cambridge B. C.          | Frank Jerwood Eric Walter Powell Oswald Carver Edward Williams Henry Goldsmith Harold Kitching John Burn Douglas Stuart Richard Boyle (Steuermann)        | 8:25,9 min |           |

### Finale
| Rang   | Nation         | Verein                               | Athleten | Zeit       |
| ------ | -------------- | ------------------------------------ | --- | ---------- |
| Gold   | Großbritannien | Leander Club                         | Albert Gladstone Frederick Kelly Banner Johnstone Guy Nickalls Charles Burnell Ronald Sanderson Raymond Etherington-Smith Henry Bucknall Gilchrist Maclagan (Steuermann) | 7:52,0 min |
| Silber | Belgien        | Koninklijke Roeivereniging Club Gent | Oscar Taelman Marcel Morimont Rémy Orban Polydore Veirman Georges Mys François Vergucht Oscar de Somville Rodolphe Poma Alfred van Landeghem (Steuermann)                | unbekannt  |